# Rosenbergiodendron formosum

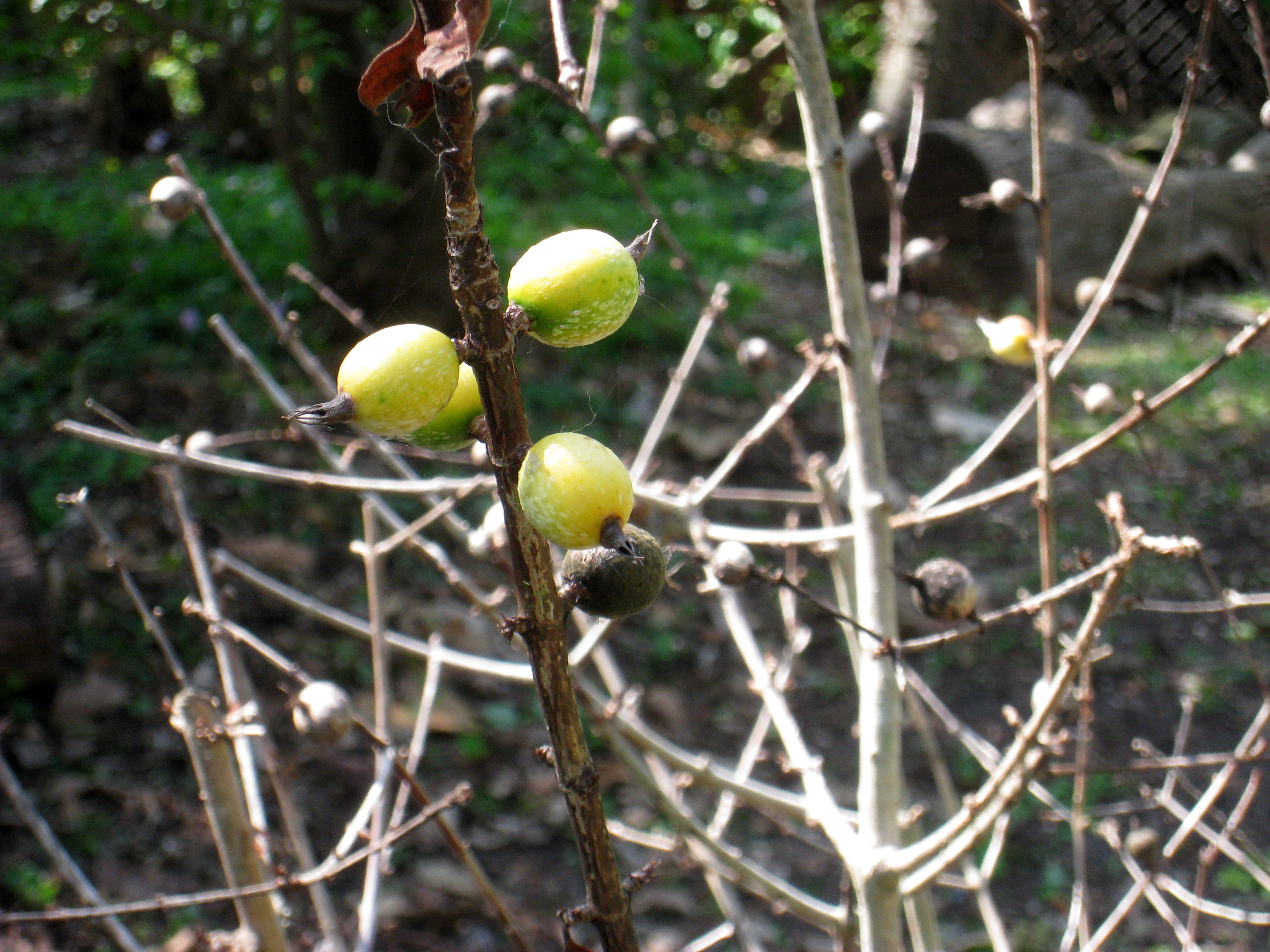
Früchte

Rosenbergiodendron formosum ist eine Pflanzenart in der Familie der Rötegewächse aus Ecuador, Venezuela, Kolumbien und Panama. Der Gattungsname ehrt den schwedischen Botaniker Gustaf Otto Rosenberg (1872–1948).

## Beschreibung
Rosenbergiodendron formosum wächst als laubabwerfender und reich verzweigter Strauch bis etwa 4 Meter hoch. Die relativ glatte Borke ist gräulich-braun.
Die einfachen und kurz gestielten, ledrigen, festen Laubblätter sind (kreuz)gegenständig bis wirtelig angeordnet. Der kurze Blattstiel ist bis etwa 0,5–1 Zentimeter lang. Die schwach bis leicht behaarten und verkehrt-eiförmigen bis elliptischen Blätter sind bis 9–11 Zentimeter lang und bis 3–4 Zentimeter breit. Sie sind ganzrandig und an der Spitze spitz bis bespitzt, mit leicht herablaufender Spreite. Es sind kleine und verwachsene, dreieckige Nebenblätter vorhanden. Im Kelch und an den Nebenblättern sind winzige Kolleteren vorhanden.
Die weiß-grünen, (fast) sitzenden und sehr langen, fünfzähligen, zwittrigen, stark duftenden Blüten mit doppelter Blütenhülle erscheinen einzeln und end- oder achselständig. Der kleine, außen weich angepresst behaarte Kelch, mit pfriemlichen Zipfeln, ist bis etwa 1,7–2 Zentimeter lang. Die stieltellerförmige Krone ist bis etwa 11–13 Zentimeter lang. Die lange, schmal-röhrige Kronröhre ist außen mehr oder weniger weich und angepresst behaart. Die eilanzettlichen und spitzen Zipfel sind bis 3–6 Zentimeter lang. Die 5 knapp eingeschlossenen und kurzen, fast sitzenden Staubblätter sind oben, am leicht geweiteten Schlund angeheftet. Der zweikammerige Fruchtknoten ist unterständig im kurzen, weich behaarten Blütenbecher, mit einem langen, knapp vorstehenden, im oberen Teil leicht behaarten Griffel mit relativ großer, zweilappiger Narbe. Es ist ein kahler Diskus vorhanden.
Es werden mehrsamige und gelbe, etwa 2,5–4 Zentimeter lange, eiförmige bis ellipsoide, leicht weißlich oder bräunlich gefleckte, schwach behaarte Beeren (Scheinfrucht, Panzerbeere) mit dicker, fester Schale und beständigem Kelch gebildet. Die flachen, eiförmigen und braunen, 5–8 Millimeter langen Samen liegen jeweils einzeln in einer schwärzlichen, gelatinösen Pulpe.

## Systematik
Man kann zwei Varietäten unterscheiden:
- Rosenbergiodendron formosum var. formosum: Sie kommt von Panama bis zum nordwestlichen Venezuela und zum westlichen Ecuador vor.[1]
- Rosenbergiodendron formosum var. nitidum (K.Schum.) C.Gust.: Sie kommt nur in Venezuela vor.[1]

## Verwendung
Die süßlichen Früchte sind essbar, sie werden roh oder gekocht verwendet.